# Deklináció (csillagászat)

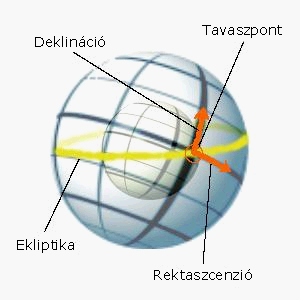
A II. ekvatoriális koordináta-rendszer

A deklináció (latin: declinatio, elhajlás) a csillagászati célokra használt ekvatoriális koordináta-rendszerek egyik koordinátája (szélesség), amely az égi egyenlítő és egy adott pont iránya által bezárt szöget jelenti. Az égi egyenlítőtől északra pozitív, délre negatív előjellel rendelkezik, 0°-tól 90°-ig történő számozással. A másik koordináta az I. ekvatoriális koordináta-rendszerben az óraszög, a II. ekvatoriális koordináta-rendszerben a rektaszcenzió.